# De luchtpiraten
De luchtpiraten is een stripverhaal uit de reeks van Jerom.

## Locaties
Dit verhaal speelt zich af op de volgende locaties:
- vliegveld, grinthandel van Z.Andman, oud gebouw aan de Kerkstraat, vliegtuig

## Personages
In dit verhaal spelen de volgende personages mee:
- Jerom, professor Barabas, Odilon, politieagenten, politiecommissaris, agent Nullemans, boeven, directeur van de luchthaven, stewardess, leverancier van grint, piloot, passagiers, handlangster

## Het verhaal
Jerom is op het vliegveld en ziet hoe politieagenten een tas met tien miljoen bankbiljetten vervoeren. Dan volgt een overval en boeven gaan er met de koffer vandoor. Agent Nullemans grijpt Jerom in de commotie, waardoor de boeven kunnen ontsnappen. De commissaris is erg boos op agent Nullemans. Dan blijkt dat Jerom heeft gezien dat de boeven een verkeerde koffer hebben meegenomen. Het geld is nog op het vliegveld en de directeur van de luchthaven opent champagne om dit te vieren. Dan gaat de telefoon, de boeven dreigen een vliegtuig te kapen als het geld niet wordt afgegeven. Jerom wil een onderzoek instellen en vindt al snel de auto van de boeven. Hij ziet grint in de wagen en neemt een beetje mee, zodat professor Barabas dit kan onderzoeken.
Professor Barabas ziet dat het een speciaal soort grint is en Jerom belt met leveranciers van grint. Één leverancier wordt tijdens het gesprek neergeslagen en Jerom gaat snel naar zijn zaak. De grintleverancier verwijst Jerom naar de Kerkstraat aan de rand van de stad. Jerom gaat hier met agenten naar toe en komt in een oud gebouw. Op dat moment wordt een 721 gekaapt en Jerom beseft dat het gebouw een afleidingsmanoeuvre was. De boeven willen dat de tas met geld op de landingsbaan wordt gezet. Er klinkt een schot en Jerom besluit op zijn motor op te stijgen en het lukt hem in het vliegveld te komen. Een handlangster van de boeven spuit Jerom met slaapmiddel in. De boeven willen uit het vliegtuig springen op zee en met een boot verder reizen.
Na enige tijd ontwaakt Jerom en het lukt hem om de handlangster met haar eigen slaapmiddel in slaap te brengen. Nu zij niet met een parachute uit het vliegtuig kan springen, belt Jerom met de boeven. Ze geven hem de opdracht om de vrouw met parachute uit het vliegtuig te gooien. Jerom probeert de andere boeven ook in slaap te brengen met het slaapmiddel, maar dit mislukt. Dan geeft Jerom de piloot de opdracht om de automatische piloot te gebruiken en hij gebruikt een slaapgaspistool. Jerom neemt het stuur over als iedereen in de cockpit in slaap is gebracht en landt veilig op het vliegveld. Politieboten enteren inmiddels het schip dat klaar lag om de boeven naar hun bestemming te brengen nadat ze uit het vliegtuig gesprongen waren.